# J. Ricart
J. Ricart es el nombre literario de José Ricart Mir (Valencia, 1973), poeta y crítico literario español. Profesor de español.

## Biografía
Nació en Valencia y se licenció en Filología Hispánica. Fue director de la revista literaria Ídem. Su poesía se caracteriza por su poderoso homoerotismo. También practica la poesía visual. Su obra se ha expuesto en numerosas muestras tanto individuales como colectivas. Es un destacado representante de la literatura gay española. Entre sus premios, destacan el Premio Internacional Miguel de Cervantes de Armilla (1999) por el poemario Espejos y mentiras, el Premio Ciutat de Benicarló 2003 por el poemario Desde la Jarquía y III certamen de poesía Ibn Hazm de la Universidad de Huelva por su libro de poemas Las cenizas del viaje (2011).

## Publicaciones

### Poesía
- Haikus (1996)
- Espejos y mentiras (1999)
- El mar de Homero (2000)
- Samarkanda: diván del Tasbih (2004)
- Desde la Jarquía (2004)
- Riad secreto (2008)
- Las cenizas del viaje (2011)

### Poesía visual ycollages
- Xulazos. Pliegos de la visión n.º 31. Ed. Babilonia. Valencia (2011).
- Antilogía poética. Pliegos de la visión n.º 71. Ed. Babilonia. Valencia (2016).
- Atlas de la memoria. Pliegos de la visión N° 109. Ed.  Babilonia, Valencia (2022)

### Editor
J. Ricart fue el responsable de:
- 20 años de poesía en la Universidad.
- 44 microcuentos.
- La mirada llegida: antología de poesía visual valenciana. Universitat de València, 2002.
- Antología poética de Miguel Hernández. Cátedra, 2012.
- La generación del 27. Cátedra, 2014.
- Bodas de sangre, García Lorca. Cátedra, 2024.